# Villar de los Navarros
Villar de los Navarros è un comune spagnolo di 139 abitanti situato nella comunità autonoma dell'Aragona.